# Евгения Киряку
Евгения Кирякова или Киряку (на гръцки: Ευγενία Κυριακού) е гръцка революционерка от български произход, участничка в Гражданската война в Гърция (1946 – 1949).

## Биография
Родена е в 1922 година в голямото костурско българско село Нестрам, Гърция. Баща ѝ загива същата година като гръцки войник в Мала Азия в Гръцко-турската война. През Втората световна война годеникът ѝ е разстрелян от окупационните власти. Киряку става членка на Гръцката комунистическа партия в 1941 година. На следната 1942 година е арестувана и затворена в Атина. След освобождаването си преминава в нелегалност. Членка е на Костурския околийския съвет на Националната общогръцка огранизация на младежите (ЕПОН), като отговаря за района на Добролища. След Споразумението от Варкиза е арестувана и лежи в Костурския затвор. Освободена е в началото на 1948 година и се включва в редовете на Демократичната армия на Гърция със сестрите си. Взима участие в сраженията при Грамос, Вич, Лерин, Негуш, Воден. Загива при отбраната на Одре планина като политически командир в 1949 година.